# طارق عزیز
طارق عزیز (به سریانی: ܡܝܟܐܝܠ ܝܘܚܢܢ) با نام اصلی میخائیل یوحنا (زاده ۱۹۳۶ - مرگ ۲۰۱۵)، سیاست‌مدار آشوری‌تبار اهل عراق و از اعضای رده بالای حزب بعث بود.
وی بین سال‌های ۱۹۸۳ تا ۱۹۹۱ وزیر امورخارجه و از ۱۹۷۹ تا ۲۰۰۳ معاون نخست‌وزیر و از مشاوران نزدیک صدام حسین بود.
آشنایی او با صدام به دهه ۱۹۵۰ برمی‌گشت که هر دو در حزب ممنوعه بعث فعال بودند و برای سرنگونی حکومت سلطنتی مورد حمایت بریتانیای این کشور فعالیت می‌کردند. طارق عزیز با اینکه یک ناسیونالیست عربی بود، اما در واقع به خانواده‌ای از قوم آشوری (کلدانی) و پیرو کلیسای کاتولیک کلدانی از شهر تل کیف در نزدیکی موصل تعلق داشت.
طارق عزیز در مقایسه با دیگر نزدیکان صدام حسین شخصی باسواد با پیشینه فرهنگی و دارای حسن شهرت بود و حتی بعد از سقوط نظام صدام هم کینه‌ای نسبت به او میان مردم عراق وجود نداشت. تسلط او به زبان انگلیسی، تعلقش به دین مسیحی و حتی چهره ظاهری او موجب شده بود تا شخصی مناسب برای پیشبرد دستگاه دیپلماسی صدام حسین باشد.

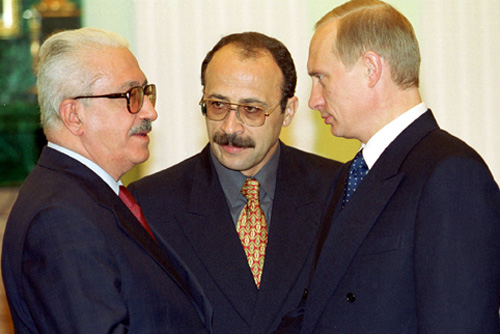
تصویری از طارق عزیز و ولادیمیر پوتین

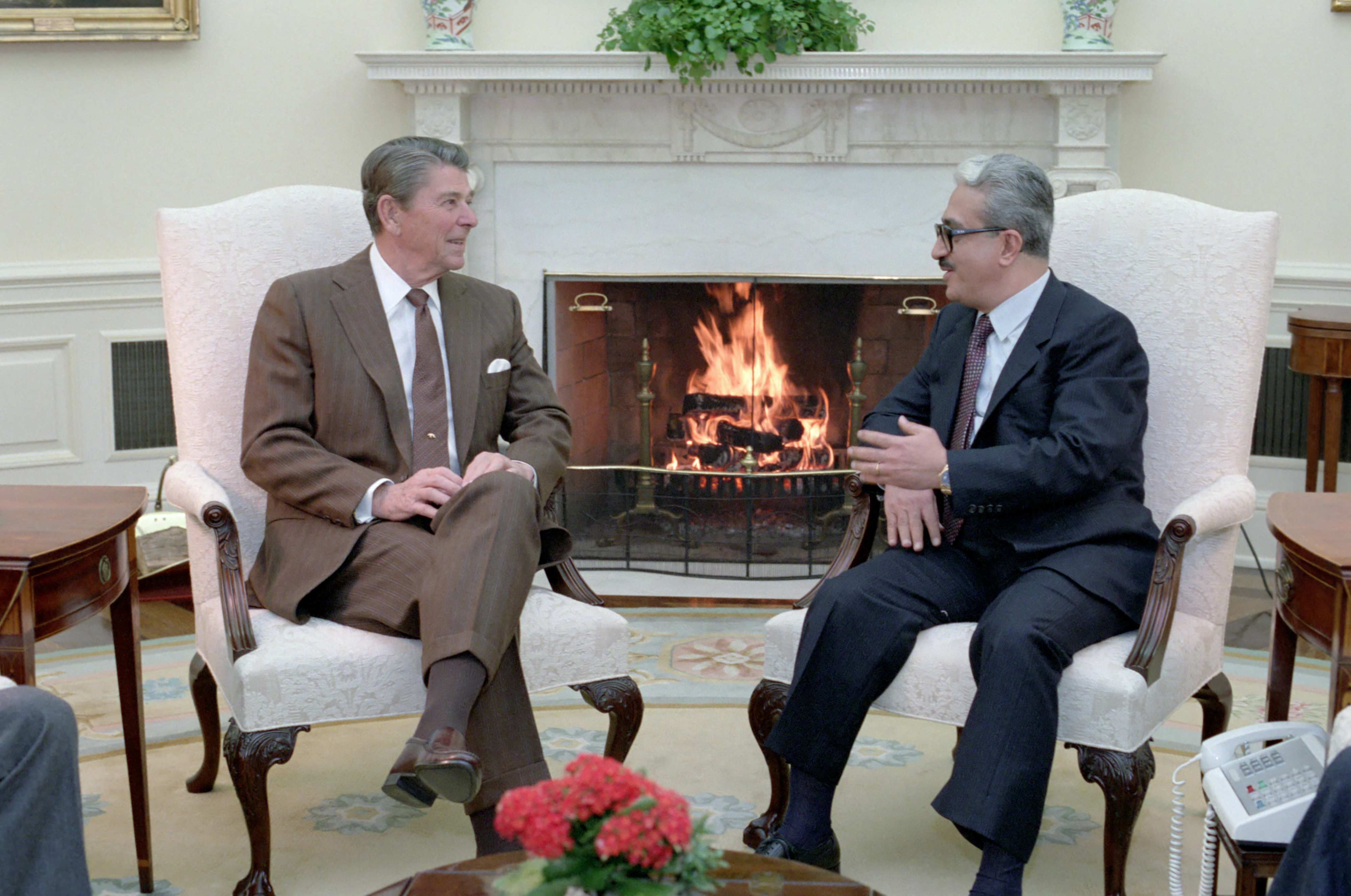
تصویری از طارق عزیز و رونالد ریگان

طارق عزیز تا پیش از انتخاب صدام حسین به معاونت رئیس‌جمهور عراق عضو ساده‌ای در حزب بود و به روزنامه‌نگاری و تدریس زبان انگلیسی اشتغال داشت. در سال ۱۹۶۸ وقتی صدام معاون حسن البکر، رئیس جمهور وقت شد، سردبیری روزنامه ثوره ارگان حزب بعث به طارق عزیز سپرده شد. طارق عزیز در سال ۱۹۷۴ وزیر اطلاع‌رسانی و عضو شورای رهبری حزب بعث شد و از آن پس تا پایان حکومت صدام حسین در دولت او حضور داشت.
نخستین ماموریت دیپلماتیک وی در سال ۱۹۷۷ بود که جهت تنش زدایی از روابط عراق و سوریه، برای مذاکره به دمشق فرستاده شد و تا دو سال بعد که صدام حسین به ریاست جمهوری رسید میان بغداد و دمشق رفت‌وآمد داشت. صدام حسین او را معاون نخست‌وزیر  کرد و وزارتخانه های آموزش عالی، آموزش و پرورش، گردشگری، امور جوانان و اطلاع رسانی را زیر نظرش قرار داد.

## ترور نافرجام
طارق عزیز در آوریل ۱۹۸۰ برابر با فروردین ۱۳۵۹، در حالی که دانشجویان دانشگاه المستنصریه در دو طرف درب برای پذیرایی از وی ایستاده بودند در مقابل درب اصلی دانشگاه، مورد سوءقصد قرار گرفت و تعدادی از دانشجویان که جلوی درب دانشگاه بودند مجروح شدند. پس از این حادثه صدام حسین به دانشگاه المستنصریه آمد و در جمع دانشجویان سخنرانی کرد و گفت؛ ما بر شانه‌های مرگ می‌رقصیم. دولت عراق در آن زمان اعلام کرد که این ترور از سوی ایران حمایت می‌شود و بلافاصله حزب الدعوه را متهم به انجام این اقدام کرد.

## در سالهای جنگ ایران و عراق
در سال ۱۹۸۳ وزارت امورخارجه نیز به این مجموعه اضافه شد که هشت سالی خودش مستقیماً آن را اداره می‌کرد و پس از آن تا پایان عمر نظام صدام حسین، چهره اصلی سیاست خارجی این نظام باقی ماند. طارق عزیز در سال‌های تجاوز عراق به خاک ایران شرکتی فعال داشته و به‌عنوان پل ارتباطی رژیم بعثی و آمریکا جهت تأمین سلاح‌های کشتار جمعی شناخته می‌شد.

## پس از اشغال عراق
طارق عزیز پس از اشغال عراق در سال ۲۰۰۳ بازداشت شد. البته آمریکایی‌ها در دست ورق پاسور معروفی که برای دستگیری رهبران حزب بعث بین مردم پخش کرده بودند طارق عزیز را بر روی خال ۸ پیک قرار داده بودند که نشان می‌داد اهمیت زیادی برای آن‌ها ندارد. با این حال او دو هفته بعد خودش را تحویل داد و در دادگاه نیز مدعی بود که هیچ‌یک از مناصبش ارتباطی با اقدامات نظامی و امنیتی صدام حسین نداشته و تمام اتهامات خود را رد می‌کرد؛ اما دادگاه بر اساس برخی شهادت‌ها و با استناد به این که او عضو شورای رهبری حزب بعث بوده برایش حکم اعدام صادر کرد. ولی جلال طالبانی رئیس جمهور وقت عراق حاضر به امضای حکم اعدام نشد و این حکم به اجرا نرسید.
وی سرانجام در روز ۵ ژوئن ۲۰۱۵ (۱۵ خرداد ۱۳۹۴) در هفتاد و نه سالگی در زندان شهر ناصریه درگذشت.